# داوید کراینر
داوید کراینر (انگلیسی: David Kreiner؛ زادهٔ ۸ مارس ۱۹۸۱) اسکی‌باز نوردیک اهل اتریش است.